# Gremlin Interactive
Gremlin Interactive, bis 1994 Gremlin Graphics Software, war ein britisches Entwicklungsstudio für Computerspiele in Sheffield. 1999 übernahm der französische Spielepublisher Infogrames das Studio. Bis zur Schließung 2003 operierte das Unternehmen daher unter dem Namen Infogrames Sheffield House.

## Unternehmensgeschichte
Die Firma wurde 1984 von den Briten Ian Stewart und Kevin Norburn als Gremlin Graphics Software gegründet. Der Schwerpunkt lag zu Beginn auf der Entwicklung von Spielen für 8-Bit-Heimcomputer wie ZX Spectrum, Amstrad CPC, MSX, Commodore 16 und Commodore 64. Frühe Erfolge waren die Titel Wanted: Monty Mole (ZX Spectrum) und Thing on a Spring (Commodore 64). 1988 gründeten einige Gremlin-Mitarbeiter, darunter Gründer Kevin Norburn, in Derby (Derbyshire) das eigenständige Entwicklerstudio Core Design.
Anfang der 1990er Jahre konnte Gremlin Erfolge mit den Reihen Zool, Premier Manager und Lotus feiern. 1994 wurde das Unternehmen in Gremlin Interactive umbenannt. 1995 erschien mit Actua Soccer (in Deutschland Ran Soccer) der erste Teil der Reihe Actua Sports und die erste Fußballsimulation in 3D-Grafik. Neben zwei Nachfolgern wurde die Serie auf die Sportarten Golf, Tennis, Eishockey und Poolbillard ausgedehnt. Weitere Erfolge konnte das Unternehmen mit dem futuristischen Rennspiel Motorhead, dem Action-Rennspiel Fatal Racing, der Flugsimulation Hardwar und dem Point-and-Click-Adventure Realms of the Haunting feiern.
1997 erwarb Gremlin für 4,2 Millionen britische Pfund das Entwicklerstudio DMA Design (Lemmings), das zu diesem Zeitpunkt an Grand Theft Auto und Body Harvest arbeitete. Allerdings lagen die Veröffentlichungsrechte bereits bei Take 2.
Am 30. August 1998 kam Buggy in Nordamerika heraus. Im Dezember 1998 musste das Unternehmen eine Gewinnwarnung ausgeben. In Folge fiel der Wert der Firmenanteile drastisch ab. Das Unternehmen kündigte daher im Januar 1999 die Bereitschaft für Übernahmegespräche an. Im März wurde das Unternehmen schließlich von Infogrames für 23 Millionen britische Pfund oder umgerechnet 40 Millionen US-Dollar übernommen. Gründer Ian Stewart verließ daraufhin das Unternehmen und gründete das Entwicklerstudio Zoo Digital. Infogrames benannte Gremlin in Infogrames Sheffield House um. DMA Design wurde für elf Millionen US-Dollar an Take 2 veräußert und vom neuen Eigner in Rockstar North umbenannt. Nachdem im Juni 2002 bereits zahlreiche Mitarbeiter von Infogrames Sheffield House entlassen wurden, wurde das Studio 2003 von Infogrames geschlossen. Einige Mitarbeiter gründeten daraufhin das Studio Sumo Digital. Im Oktober 2003  erwarb Stewart 33 Gremlin-Marken, für die er über Zoo Digital neue Titel veröffentlichte.